# Hedysarum flavum
Hedysarum flavum är en ärtväxtart som beskrevs av Franz Josef Ivanovich Ruprecht. Hedysarum flavum ingår i släktet buskväpplingar, och familjen ärtväxter. Inga underarter finns listade i Catalogue of Life.